# وهم ديني
الوهم الديني هو ظاهرة من الظواهر النفسية المعروفة لدى علماء النفس. وهو الأفكار والمعتقدات والخواطر الموجودة بالذهن وليس لها أساس واقعي ويصر الشخص عليه بيقين ثابت أي أنه يقاوم النقد (راسخ) (جاسبرز) كما أنه، وعلى وجه التحديد، بالإضافة إلى ذلك يعد أحد أنواع أو عوامل الواقعية التي يتم تعريفها باعتبارها دينية.

## التعريف
في إحدى الدراسات (موهر وآخرون 2010) وجد الوهم الديني في موضوعات: الاضطهاد الروحي عن طريق الأرواح الحاقدة، وسيطرة الأرواح الحاقدة على شخص واختبار وهم الخطيئة والذنب أو أوهام العظمة.
وفيه يكون الأفراد مشغولين بالموضوعات الدينية التي لا تدخل في نطاق المعتقدات المتوقعة من الخلفية الأساسية للأفراد المتمثلة في ثقافتهم وتعليمهم والتجارب الدينية المعروفة. وتتناقض هذه الشواغل مع المزاج العام لهذا الموضوع، ويقع ضمن هذا التعريف الأوهام الناشئة عن الاكتئاب الذهاني، ومع هذا يجب تقديم ذلك ضمن الحلقة الرئيسية وأن يكون منسجمًا مع الجو العام (ليبرمان وآخرون 2006).
تسعى دراسة علوم الدين كمجال في علم النفس الإكلينيكي إلى تحديد عناصر التفاعل المتضمنة في الفكر الديني والتشكيلات المعرفية المرضية للأفراد. وعند القيام بذلك لتوجيه النقد لبعض الناشطين دينيًا من أجل التقييم الأفضل للسلوك وتحديده لتحسين معايير التشخيص (بيلزين 2009).
ووجدت إحدى الدراسات أن الأوهام الدينية لا ترتبط بمجموعة محددة من المعايير التشخيصية.

## أمثلة إكلينيكية
يظهر مثال على الوهم الديني المفترض في حالة متقدمة من مرض الذهان كما في الحالة المذكورة (بيلزين 2009) والحالة الفردية دانيل بول يكريبر.
وأظهرت أمثلة مأخوذة من إحدى الدراسات (رودلافاسينا وآخرون 2008) التي أجريت في لتوانيا وضمت 295 موضوعًا أن الوهم الديني المنتشر بين النساء هو كيف تكون قديسة وبين الرجال كيف يكونوا آلهة.
ووجد أن الوهم الديني يرتبط ارتباطًا وثيقًا بعدم الاستقرار الصدغي الحوفي (Ng 2007).

## الانتشار
في دراسة أجريت على مائة وثلاث وتسعين شخصًا ممن دخلوا إلى المستشفى وشخصت حالتهم على أنها انفصام في الشخصية وجد أن 24% منهم لديهم وهم ديني. وتوصلت دراسة مقارنة بها عينة تضم 313 مريضًا إلى أن من لديهم وهم ديني هم من كبار السن ووضع لهم نظام علاجي معين أو شرعوا في برنامج علاجي في سنوات عمرهم المبكرة. وفي سياق هذا العرض، وجد الباحثون أن وجود مثل هذه الحالة بشكل عالمي، أسوأ من الحصول على مجموعة أخرى من المرضى الذين لا يعانون من الوهم الديني. وأحرزت المجموعة الأخرى نقاطًا أكبر على مقياس تقييم الأعراض الإيجابية
(SAPS), had a greater total on the Brief Psychiatric Rating Scale (BPRS), وتم علاجهم بعدد أعلى من المتوسط من الأدوية المضادة للذهان أثناء فترة إقامتهم بالمستشفى (Raja, Azzoni & Lubich 2000).

## معلومات تاريخية
من الناحية التاريخية يقول، فرويد في مقال له في عام 1937 إنه يعتقد أن الإيمان بإله واحد وهم في امتداد لتعليقاته عام 1907 وأن الدين إشارة لمرض عُصاب الوسواس. ويُعرف من خلال أفكاره الوهم على أنه ربما تبلور عن فكرة التركيب الديني للرجل العادي (حوالي 1927) وفي 
| وهم ديني | ... patently infantile, [so] foreign to reality ... | وهم ديني |

نفس العام صرح أن الدين
| وهم ديني | ...comprises a system of wishful illusions together with a disavowal of reality, such as we find in an isolated form nowhere else but amentia, in a state of blissful hallucinatory confusion…" The Future of an Illusion | وهم ديني |

## تعليق
يُنظر للسلوكيات غير المعتادة على أنها مس من الشيطان  على الرغم من تنصل الطب النفسي الحديث من ذلك كليًا  وقيم الأطباء هذه السلوكيات التي تقع فقط في إطار السلامة لبرامج العلاج. وكان الكهنة من قبل يقومون بطرد الأرواح الشريرة والعلاج مما قد يُشفي الشخص، وكان العلاج الإخلافي يوفر بدلاً من ذلك العلاج داخل حدود المنهجية الإمبريالية ويمكن فهمه عندما تسري العوامل ضمن النموذج الطبي لمرض الفصام.

## الأصول الافتراضية
ثبت عدم صحة الافتراضات السابقة أن الشامان (الطبيب الساحر)-الذهان، السبب الحقيقي وراء دفع الشامان للمشاركة في الأنشطة الشامانية والعوامل السلوكية التي تم ملاحظتها وتسجيلها لمرضى الفصام متشابهة(نول وآخرون 1983).

## قوانين حسن النواياوآخرون
| وهم ديني | ...Life, as we find it, is too hard for us; it brings us too many pains, disappointments and impossible tasks. In order to bear it we cannot dispense with palliative measures.... S.Freud - Civilization and its Discontents (1931) | وهم ديني |

سجلت العصور القديمة سماع صوت الرب عند ارتكاب أعمال العنف كما في حالة البطريرك المسيحي إبراهام. ولم تكن العلاقة بين الخبرات الدينية للاتصال بالسماء أو مع الذات الإلهية حيث لم تكن نتائج اختبارات الإيمان تلك في صالح الفرد المُختبر لا بوشيل. وفي الوقت المعاصر هناك أشخاص اختبروا الهلاوس السمعية منهم من يسمعون أصواتًا يصدر لهم الأوامر أو يدفعهم لارتكاب أعمال عنف. ويصنف الطب النفسي هذه الهلاوس السمعية على أنه هلاوس في شكل أوامر (شاوير 2008). ومن يرتكبون الجرائم وصفوا بأنهم «يسمعون أصواتًا» لمخلوقات دينية تشبه الآلهة، أو الملائكة أو الشيطان.; ويرى الطب النفسي أن الهلاوس السمعية في المجتمع الديني التي يصاب بها البعض مثل سماع صوت الرب يتحدث إليهم يعانون من الفصام، بينما من يتكلمون مع الرب دون أن يرد عليهم أي لا يصلون. (Szasz)
وعرفت دراسة أجراها كانست في عام 1999 الوهم الديني على أنه كان موجودًا على الدوام أو ظاهرًا في الأشخاص المُحالين إلى الطب الشرعي لوحدة الطب النفسي.

## رؤى أخرى
الوهم الديني موضع اهتمام لأنه ربما يكون له تأثير على صحة الشخص المؤمن النموذجي (كيلي وآخرون 1987). ووجدت دراسة قام بها (بيترز وآخرون 1999) أن المنتسبين للحركات الدينية الجديدة لديهم وهم معرفي مماثل وفق ما رصده بيترز وآخرون. Delusions Inventory (PDI; Peters, Day & Garety, 1996), لمجموعة مصابة بالذهان على الرغم من أن الشعور بالأسى المذكور كان أقل من التجارب السابقة